# キャサリン京橋
キャサリン京橋（キャサリンきょうばし、Catherine Kyohbashi）は、悠紀エンタープライズ開発の2D対戦型格闘ゲーム『アルカナハート』シリーズに登場する架空の人物。
担当声優は又吉愛。

## キャラクター設定

### 『2』『すっごい!』
わずか10歳で聖霊機工学の博士号を修得した天才少女。友人にしてライバルの大道寺きらと華明芳の華々しい研究成果に触発され、聖霊機工学の粋を結集した汎用型コンバットアーマー試作1号機「テリー淀川」を従え、次元の歪みに対する米国聖霊庁からの災害派遣により、「テリー淀川」のテストを兼ね来日する。その一方で、きらとの直接対決も目論んでいる。

### 『3』
ペトラ・ヨハンナ・ラーゲルクヴィストが設立した西欧聖霊庁ローゼンベルク支部が「テリー淀川」の研究開発支援をしてくれるので、日本に引っ越してきた。恩義を感じて、日本各地のドレクスラー機関を壊滅させる任務を受けている。

## 人物
アメリカ国籍の日系三世で、レースクイーンのようなレオタード姿と、ウサギの耳のようなものがついたサンバイザーが特徴。大阪出身の日本人である祖母の影響か、大阪準処の関西弁で喋る。性格も豪快かつ大雑把で喜怒哀楽の変化も激しく、その表現も全身を使って激しくする。大道寺きらや華明芳とはマサチューセッツ聖霊工科大学在学時からに知り合いで、親交も深い。特にきらとは年が近いこともあってか、互いに認め合う親友同士である。そのきらから高圧的に挑まれるとちょっとドキドキするという少し変わった指向があるが、本人はMではないと主張している。

## キャラクターの特徴
搭乗しているテリー淀川の巨体もあって、体力が全キャラ中でも高い部類に入る。攻め込まれやすく、ガードを崩されやすいという欠点はあるが、相手のガードを崩す技を持つので、強引に攻め込んでいくこともできるパワータイプのキャラクターといえる。

## 技の解説

### 必殺技
ミサイル発射やー！
ミサイルを一発発射する。発射されるミサイルの弾速は遅いが、ヒットするか一定時間経つと爆発し、多段ヒットする。
ラリアットぶんぶんぶん！
回転しながら両腕を広げ、ラリアットを繰り出す。動作中、一発だけ相手の攻撃を耐えることが出来るため、相手の攻撃に割り込んでいくことができる。
押しつぶしたるっちゅーねん！
すべるように移動して相手をつかみ、そのまま壁に叩きつける投げ技。ガードが不可能なのでガード崩しとして使える。
滞空制御も完璧やで！
『すっごい! (ver2.6版)』から初登場。ジャンプしている状態でAとCを同時に押し続けることで、約1秒の間だけホバリングすることができる。
せくしーきゅーとなヒップでドン！
『3』から初登場。ジャンプしている状態でのみ出せるヒップアタック。

### 超必殺技
ミサイルぎょーさん発射やでー！
ミサイルを斜め下、前、斜め上の順で3発発射する。必殺技のものよりも飛距離が短く、ほぼ目の前で爆発する。
めっちゃ回るでラリアット！
「ラリアットぶんぶんぶん！」の強化版。ラリアットを出しつつ、やや斜め上へ飛んでいく。動作中、一発だけ相手の攻撃を耐えることが出来る。ただし、途中でキャンセルせずに出し切ると最後に自爆して落下してしまうため隙が出来てしまう。
みんなのヒーローちびガワ発進！
『3』から初登場。腹部から「ちびガワ」（小型のテリー淀川）を発進させて、相手に誘導させる。「ちびガワ」はキャサリンが攻撃されるか、相手に触れると爆発する。

### クリティカルハート
回転力は遠心力で破壊力や！
相手の足を掴み、ジャイアントスイングの要領で回転し遠心力で上昇、そのまま放り投げる。成立中レバーを回転させることで攻撃力、ヒット数が増加（最低17、最高81）する。

## 契約アルカナ
"万年を生きた霊亀" 磁のアルカナ メデイン (Medein)
隕石のような甲羅を持つ巨大な亀のような聖霊。磁力を操り、その気になれば人間の血液に含まれる鉄分にさえ影響を与えることもできる。「聖霊工学」全般の発展を見守るのを密かな楽しみとしており、その中で見ていて一番退屈しないであろうキャサリンに注目した。以来、メデイン自身は動くことは無いが、キャサリンの頼みに応じて必要な分だけ力と知識を与えている。最古のアルカナの一つに数えられる存在で、同じく最古のアルカナと呼ばれるオレイカルコスとはあまり仲が良くない。

### 属性効果
ポイエイン
溜め成立攻撃の溜め中に、相手を引き寄せる。
アネルケスタイ
ハイジャンプ、ホーミング移動後の落下速度が加速。
ピュラクス
ガード硬直中に相手を引き寄せる。ただし、無敵時間が無いので使い時を誤ると攻撃を受けてしまうこともあり。

### アルカナ必殺技
スカンダロン
相手を追尾する磁力の玉を発射する。玉は高速で移動するが、一定距離移動するか、使用者が攻撃を受けると消えてしまう。
オルガノン
金属物質をランダムで引き寄せる。引き寄せられるのは空き缶（8種類）、道路標識、スコップ、やかん、フライパン、金タライのいずれかで、これらが画面上に残っている時は連続発動できない。

### アルカナ超必殺技
メランコリア
目の前に相手を引き寄せる巨大な磁力の玉が出現する。玉は移動しないが、多段ヒットする。
シュンポシオン
金属の物質をランダムで4種類引き寄せる。金属物質が画面上に残っている時でも連続発動できる。

### アルカナブラスト
プロクレーシス
相手を引き寄せ続ける。

### アルカナフォース
タラントン
相手の移動速度を低下させる。

### アルカナブレイズ
ヒュペルメゲデス
メデインが現れ、磁力場を生み出す。自身と相手は画面中央に引き寄せられ続ける。また、「スカンダロン」が様々場所から放出される。この「スカンダロン」は自身が攻撃を受けると一旦消えるが、タイムゲージが無くなるまでは放出され続ける。

## その他
- 技名に関しては本人にはこだわりは無いらしく、適当に決めたものばかりとなっている。
- 基本的に「大きいことは良いこと」という認識のキャサリンだが、その一方で性能を維持しつつ小型化できる人を尊敬しているようである。このエピソードはエンターブレイン発行のムック『アルカナハート2 ライトパート ハートマチック コンプレーション』に載っているきらのショートストーリーで描かれている。